# Tchechmali (Chéki)
Tchechmali est un village de la région de Şəki en Azerbaïdjan.

## Géographie
Le village de Tchechmali de la région de Şəki est situé dans la circonscription administrative du village de Tchechmali.

## Économie
La principale occupation de la population du village est l'agriculture, le jardinage et l'élevage.

## Population
Selon les statistiques de 2009, la population du village est de 728 personnes.